# Fodor's
Fodor's est une maison d'édition de guides touristiques, entrée en 1986 dans le groupe d'édition américain Random House et rachetée en 2016 par le groupe Internet Brands.

## Historique
Les guides Fodor ont été créés en 1949 à Paris par l'écrivain d'origine hongroise Eugene Fodor (1905-1991).
Ils sont publiés dès 1950 par la maison David McKay Publications, qui entre en 1986 avec Fodor's au capital du groupe Random House.
Dès 1996, Fodor's lance en parallèle le site www.fodors.com. En 2016, les guides de voyage et leur site sont rachetés par Internet Brands, groupe de médias exploitant de nombreux sites web à fort trafic, parmi lesquels wikitravel.org et FlyerTalk.com. L'accord prévoit que la distribution des guides imprimés continuera  être assurée par Penguin Random House.

## Caractéristiques
L'idée de Fodor, voyageur insatisfait des guides existant à son époque, est de publier des ouvrages faisant une large place, à côté des monuments, aux habitants et à la culture locale, ainsi qu'aux conseils pratiques, avec des mises à jour régulières. Aussi réputé que les guides Michelin ou ceux lancés au XIXe siècle par le libraire Karl Baedeker, son guide décrit tout d'abord vingt-cinq pays européens et s'adresse d'abord aux touristes britanniques "désireux de découvrir les peuples et les coutumes européens en dépensant l'argent juste nécessaire", qui avait révolutionné le monde du guide de voyage en développant le format « de poche » à une époque où les guides destinés aux voyageurs étaient de véritables encyclopédies, le Fodor's a lancé au XIXe siècle un classement des endroits où ne pas aller, pour les préserver.

## Succès
Grâce à de multiples traductions, il se vend à deux cents millions d'exemplaires par an. En 2016, Fodor's publiait plus de 150 guides papier et plus de 250 titres au format livre numérique.